# 桑迪湖
44°32′38″N 78°24′22″W / 44.544°N 78.406°W
桑迪湖是加拿大的湖泊，位於該國南部，由安大略省負責管轄，面積507平方公里，是該省第十四大湖泊，島嶼面積20平方公里，海拔高度276米。

## 外部連結
- National Resources Canada